# Hymenomima pristes
Hymenomima pristes là một loài bướm đêm trong họ Geometridae.